# Willi Hofmann
Willi Hofmann (* 27. Dezember 1940 in Zürich) ist ein ehemaliger Schweizer Bobsportler.
Hofmann hatte ursprünglich griechisch-römisches Ringen und Freistilringen praktiziert.
Seine ersten internationalen Erfolge erreichte er 1968. Bei der Bob-Europameisterschaft 1968 siegte er zusammen mit Hans Candrian, Jean Wicki und Walter Graf im Viererbob. Kurz darauf gewannen die vier Schweizer die Bronzemedaille bei den Olympischen Winterspielen 1968 in Grenoble. Bald nach den Spielen zog sich Hofmann vom aktiven Sport zurück.

## Erfolge
- Olympia-Bronzemedaille Grenoble 1968
- Europameister 1968